# مصطفى العباد
مصطفى العباد (مواليد 14 أكتوبر 1989) هو لاعب كرة قدم سعودي يلعب حالياً في نادي العمران.

## مسيرة اللاعب
لعب مع نادي القارة ونادي هجر ونادي الجيل ونادي الثقبة ونادي الشروق ونادي الروضة ونادي العمران.

## وصلات خارجية
- مصطفى العباد على موقع Soccerway.com (الإنجليزية)
- مصطفى العباد على موقع كووورة